# Caenobrachymeria polybiaeraptor
Caenobrachymeria polybiaeraptor är en stekelart som först beskrevs av Wallace A. Steffan 1974.  Caenobrachymeria polybiaeraptor ingår i släktet Caenobrachymeria och familjen bredlårsteklar. Inga underarter finns listade.